# Rhagoletotrypeta uniformis
Rhagoletotrypeta uniformis är en tvåvingeart som beskrevs av Steyskal 1981. Rhagoletotrypeta uniformis ingår i släktet Rhagoletotrypeta och familjen borrflugor. Inga underarter finns listade i Catalogue of Life.